# Milhão

Visualização de potências de dez de 1 a 1 milhão

Um milhão (1 000 000) é um número natural que sucede o 999 999 e precede   1 000 001. A forma mais antiga da palavra é atestada na língua francesa.
Na notação científica, ele é escrito como 1×106 ou apenas 106. Quantias físicas podem também ser expressas usando o prefixo do SIU mega, quando se trata de unidades do SI. Por exemplo, 1 megawatt equivale a 1 000 000 watts.
A palavra million está atestada no francês do século XIII, e millión no espanhol do século XIV. Conto (em português) e cuento (em espanhol), no sentido de um milhão, derivam do latim computus, a conta dez vezes cem mil.
A palavra milhão é comum aos sistemas de numeração de longa e curta escala, ao contrário de números maiores, que têm nomes diferentes nos dois sistemas.
Il Milione é o título da narração do navegador Marco Polo em suas viagens à China. Acredita-se que o nome tenha vindo do apelido de Polo, ganho após seus contos de ricos e multidões.